# Sciame di particelle
In fisica delle particelle uno sciame o doccia di particelle è una cascata di particelle prodotte a catena dall'interazione di una particella di alta energia con la materia densa. Nell'interazione la forte energia crea molte nuove particelle che produrranno a loro volta altre particelle: tale processo continua fino a produrre molte migliaia, milioni o miliardi di particelle di bassa energia, che infine verranno assorbite dalla materia.

## Tipi

L'inizio di una doccia elettromagnetica

Le due tipologie più comuni di sciami sono gli sciami elettromagnetici, frutto dell'interazione elettromagnetica, e gli sciami adronici, prodotti grazie all'interazione forte. I primi sono generati da una particella come un fotone o un elettrone, mentre i secondi dagli adroni (cioè i nucleoni e altre particelle fatte di quark).

### Sciami elettromagnetici
Uno sciame elettromagnetico inizia quando un elettrone, positrone o fotone di alta energia entra in un materiale. Ad alte energie (sopra qualche MeV, ma sotto il livello al quale sono dominanti l'effetto fotoelettrico e l'effetto Compton), i fotoni interagiscono con la materia primariamente tramite produzione di coppie — vale a dire, si convertono in una coppia elettrone-positrone, interagendo con un nucleo atomico o un elettrone per conservare la quantità di moto. Gli elettroni e i positroni di alta energia primariamente emettono fotoni, per un processo chiamato bremsstrahlung. Questi due processi (produzione di coppie e bremsstrahlung) continuano fino a che i fotoni scendono sotto l'energia di soglia per la produzione di coppie e cominciano a dominare perdite di energia degli elettroni non dovute a bremsstrahlung. La quantità caratteristica di materia attraversata per queste interazione è chiamata la lunghezza di radiazione{\displaystyle X_{0}} che è sia la distanza media lungo la quale un elettrone di alta energia perde tutta la sua energia eccetto 1/e per bremsstrahlung e 7/9 del cammino libero medio per la produzione di coppie da un fotone di alta energia. La lunghezza della cascata scala con {\displaystyle X_{0}}; la "profondità di doccia" è approssimativamente determinata dalla relazione
{\displaystyle X=X_{0}{\frac {\ln(E_{0}/E_{\mathrm {c} })}{\ln 2}},}
dove {\displaystyle X_{0}} è la lunghezza di radiazione della materia, e {\displaystyle E_{\mathrm {c} }} è l'energia critica (l'energia critica può essere definita come l'energia in cui i tassi di bremsstrahlung e di ionizzazione sono uguali. Una stima grossolana è  {\displaystyle E_{\mathrm {c} }=800\,\mathrm {MeV} /(Z+1.2)}). La profondità dello sciame aumenta logaritmicamente con l'energia, mentre la diffusione laterale dello sciame è principalmente dovuta ai multipli scattering degli elettroni. Fino al massimo raggiunto dallo sciame, lo sciame è contenuto in un cilindro di raggio < 1 lunghezza di radiazione. Oltre quel punto gli elettroni sono incrementalmente influenzati dai multipli scattering, e la dimensione laterale scala con il raggio di Molière {\displaystyle R_{\mathrm {M} }}. La propagazione dei fotoni nello sciame causa deviazioni dalla dipendenza dal raggio di Molière. Tuttavia, circa il 95% dello sciame è contenuto laterale in un cilindro di raggio {\displaystyle 2R_{\mathrm {M} }}.
Il profilo longitudinale medio della deposizione di energia nelle cascate elettromagnetiche è ragionevolmente ben descritto da una distribuzione Gamma:
{\displaystyle {\frac {dE}{dt}}=E_{0}b{\frac {(bt)^{a-1}e^{-bt}}{\Gamma (a)}}}
dove {\displaystyle t=X/X_{0}}, {\displaystyle E_{0}} è l'energia iniziale e {\displaystyle a} e {\displaystyle b} sono parametri da essere ricavati da analisi di dati sperimentali o con i metodi Monte Carlo.

### Sciami adronici
I processi fisici che provocano la propagazione di uno sciame di adroni sono notevolmente diversi da quelli degli sciami elettromagnetici. Circa la metà dell'energia dell'adrone incidente viene passata a particelle secondarie. Il resto viene consumato nella produzione multiparticellare di pioni lenti e in altri processi. I fenomeni che determinano lo sviluppo degli sciami adronici sono: produzione di adroni, diseccitazione nucleare e decadimenti di pioni e muoni. I pioni neutri ammontano, in media, a 1/3 dei pioni prodotti e la loro energia viene dissipata sotto forma di sciami elettromagnetici. Un'altra importante caratteristica dello sciame adronico è che impiega più tempo a svilupparsi di quello elettromagnetico. Questo può essere visto confrontando il numero di particelle presenti rispetto alla profondità per gli sciami iniziati da pioni ed elettroni. Lo sviluppo longitudinale delle docce adroniche è proporzionale alla lunghezza dell'interazione nucleare:
{\displaystyle \lambda ={\frac {A}{N_{A}\sigma _{\mathrm {abs} }}}}

## Esempi
I raggi cosmici colpiscono l'atmosfera terrestre periodicamente, e producono sciami man mano che procedono attraverso l'atmosfera. È da questi sciami aerei che sono stati rilevati sperimentalmente i primi muoni e pioni, e sono utilizzati oggi da un certo numero di esperimenti come mezzo per osservare i raggi cosmici ad altissima energia. Alcuni esperimenti, come Fly's Eye, hanno osservato la fluorescenza atmosferica visibile prodotta al picco di intensità della doccia; altri, come l'esperimento Haverah Park, hanno rilevato i resti di una doccia campionando l'energia depositata su una vasta area al suolo.
Nei rivelatori di particelle costruiti negli acceleratori di particelle ad alta energia, un dispositivo chiamato calorimetro registra l'energia delle particelle facendole produrre uno sciame e poi misurando la conseguente energia depositata. Molti grandi rivelatori moderni hanno sia un calorimetro elettromagnetico che un calorimetro adronico, con ciascuno progettato appositamente per produrre quel particolare tipo di doccia e misurare l'energia del tipo di particella associato.